# 3C 273

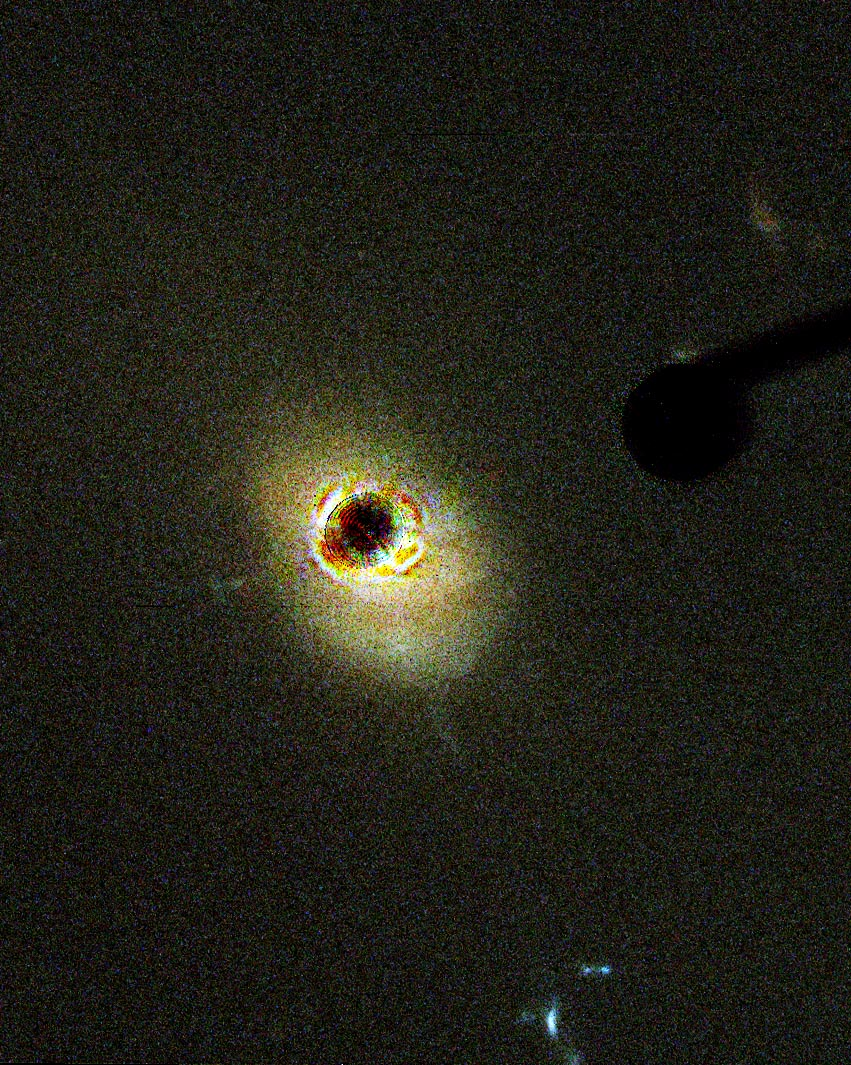
Le quasar 3C 273, le plus lumineux jamais observé. Photographie prise par le télescope spatial Hubble.

3C 273 est un quasar situé dans la constellation zodiacale de la Vierge. C'est le quasar le plus brillant du ciel, avec une magnitude apparente de +12,9, et l'un des plus proches, son décalage vers le rouge valant 0,158. Sa distance de luminosité est 2,44 milliards d'années-lumière. Ce quasar est l'un des objets les plus lumineux du ciel, avec une magnitude absolue égale à -26,7 déduite grâce au module de distance.
Sa masse a été mesurée grâce à la technique de cartographie de réverbération, et est estimée à 887±187 millions de masses solaires. Un jet est clairement visible sur les images du quasar, et s'étend sur environ 67 kpc. Il a été observé par le télescope spatial Hubble une première fois le 4 juin 1994 pendant 30 minutes de pose, puis une seconde fois entre le 19 et le 20 juillet 2002 pendant 4 heures de pose où le coronographe ACS (Advanced Camera for Survey) en a révélé les nombreux détails.

## Histoire
Son nom signifie que cet objet est le 273e objet du troisième catalogue de Cambridge recensant les sources radio. Les coordonnées précises de l'objet ont été déterminées par Cyril Hazard au radiotélescope de l'Observatoire de Parkes, à l'occasion d'une occultation par la Lune, et très vite sa contrepartie optique a pu être observée. En 1963, Maarten Schmidt et John Beverly Oke ont publié un article dans la revue Nature expliquant que 3C 273 était un objet extrêmement lointain, avec un décalage vers le rouge le plaçant à plusieurs milliards d'années-lumière.
Avant cette découverte, beaucoup d'autres sources radio avaient été associées à une contrepartie optique, le premier d'entre eux étant 3C 48.